# شهلا میلانی
شهلا میلانی خوانندهٔ سوپرانو و مدرس آواز اهل ایران است.

## زندگی هنری
شهلا میلانی در کودکی فراگیری موسیقی را نزد پدر که از نوازندگان تار بود آغاز کرد. در سن ۱۰ سالگی به هنرستان موسیقی ملی راه یافت و ساز سنتور را برگزید. از ۱۶ سالگی نواختن پیانو را نزد «هاکوپیان» و «لوست مارتیروسیان» آغاز نمود و همزمان نزد منصوره قصری به فراگیری آواز پرداخت. او دوره‌های تخصصی آواز را در دانشکده هنرهای زیبا دانشگاه تهران تحت نظر استادانی همچون فاخره صبا و اولین باغچه بان پی گرفت. پس از آن به جمهوری آذربایجان سفر کرد و در سال ۱۹۹۵ میلادی دوره‌های تکمیلی آواز را نزد «لطف یار ایمانوف» و «رومیا کریو او» گذراند و همزمان رهبری کر را آموخت. وی همچنین یک دوره تکمیلی آواز را در کشور ایتالیا گذرانده‌است.
وی در سال ۱۳۸۰ دستیار گرگن موسسیان رهبر گروه کر مرکز موسیقی شد. سپس سرپرستی گروه کر دختران مرکز حفظ و اشاعه موسیقی و هنرستان موسیقی دختران را به عهده گرفت. او از سال ۱۳۷۳ به بعد در برنامه‌های هنری داخلی و خارجی، در زمینه آواز کلاسیک، اپرا و آوازهای فولکلوریک ایرانی شرکت نموده‌است. او دارای مدرک درجه یک هنری از شورای عالی ارزشیابی هنری وزارت ارشاد است.
مهر ۱۳۹۰ در مراسم اختتامیه دوازدهمین جشن خانه موسیقی، از شهلا میلانی به همراه ۸ بانوی هنرمند موسیقی دیگر تقدیر شد و تندیس جشن خانه موسیقی به وی اهداء شد. همچنین مراسم بزرگداشت شش بانوی پیشکسوت آواز کلاسیک، ۸ بهمن ۱۳۹۴ در «سالن استاد جلیل شهناز» خانه هنرمندان ایران برگزار و از شهلا میلانی به همراه پنج هنرمند دیگر تقدیر به عمل آمد.

## فعالیت‌های هنری
از جمله فعالیت‌های هنری شهلا میلانی به موارد زیر می‌توان اشاره نمود:
تدریس در دانشگاه هنر، دانشگاه جامع علمی کاربردی و هنرستان موسیقی دختران، سرپرستی و رهبری گروه کر هنرستان دختران، سرپرستی و خوانندگی گروه موسیقی «آواز ملل»، سرپرستی گروه آوازهای کلاسیک، سرپرست گروه آواز دانشگاه هنر تهران٬ ریاست کانون خوانندگان کلاسیک خانه موسیقی ایران، عضو هیئت داوران جشنواره موسیقی فجر، عضو هیئت داوران انتخاب اعضای گروه کر ارکستر سمفونیک تهران، عضو هیئت داوران اولین جشنواره موسیقی بنیاد شهید و امور ایثارگران با نام «نوای مهر»٬ ۱۴۰۰